# 入江昭
入江 昭（いりえ あきら、1934年10月20日 - ）は、日本出身のアメリカ合衆国の国際政治学者。ハーバード大学名誉教授。専攻はアメリカ外交史。1988年の一年間、日本出身者として初めてアメリカ歴史学会会長を務めた。現在は米国籍を取得している。

## 略歴
東京都生まれ。成蹊高校卒業後、1953年 財団法人グルー基金奨学生として渡米。1957年ハヴァフォード・カレッジ卒業、1961年ハーバード大学大学院歴史学部を修了しPh.D.取得。
1961年ハーバード大学講師、カリフォルニア大学サンタクルーズ校助教授、1968年ロチェスター大学准教授、1969年シカゴ大学歴史学部准教授、1971年同教授、1989年ハーバード大学歴史学部教授、同大歴史学部学部長、早稲田大学、立命館大学、関西大学客員教授を歴任。2005年瑞宝重光章。吉野作造賞及び吉田茂賞受賞。
1960年代より、高坂正堯・永井陽之助ら現実主義の論客と共に『中央公論』誌上などでの国際政治評論でも活躍した。外交史学者であるが『日本の外交』（1966年）などに見られるように、思想・文化の影響力を重視するアプローチが特色であり、一国の外交史研究を超えた多国間の視点とその相互作用を組み込む「国際史（International History）」研究の提唱や、文化交流の国際政治の研究の必要を長く提唱していることでも知られる。
国際法学者で早稲田大学法学部客員教授等を務めた入江啓四郎は父。母直子は教育者で『現代文解釋法』著者塚本哲三の娘、妻は比較文学研究者で東京大学教養学部教授等を務めた前田陽一の長女。コーネル大学東アジア学部のセルデン・恭子博士は妹。シカゴ大教授時代には留学中の中西寛を教えた。

## 著書

### 単著
- After Imperialism: the Search for a New Order in the Far East, 1921-1931, (Harvard University Press, 1965).

『極東新秩序の模索』（原書房、1968年）
- 『米中関係のイメージ』（日本国際問題研究所、 1965年／サイマル出版会、1971年／平凡社［平凡社ライブラリー］、2002年）
- 『日本の外交――明治維新から現代まで』（中央公論社［中公新書］、1966年）
- Across the Pacific: An Inner History of American-East Asian Relations, (Brace & Jovanovich, 1967).
- Pacific Estrangement: Japanese and American Expansion, 1897-1911, (Harvard University Press, 1972).
- The Cold War in Asia: A Historical Introduction, (Prentice-Hall, 1974).
- From Nationalism to Internationalism: U. S. Foreign Policy to 1914, (Routledge & K. Paul, 1977).
- 『日米戦争』（中央公論社、1978年）
- Power and Culture: the Japanese-American War, 1941-1945, (Harvard University Press, 1981).
- 『20世紀の戦争と平和』（東京大学出版会、1986年／増補版、2000年）
- The Origins of the Second World War in Asia and the Pacific, (Longman, 1987).

篠原初枝訳『太平洋戦争の起源』（東京大学出版会、1991年）
- 『新・日本の外交――地球化時代の日本の選択』（中央公論社［中公新書］、1991年）
- 『日米関係50年――変わるアメリカ・変わらぬアメリカ』（岩波書店、1991年）
- China and Japan in the Global Setting, (Harvard University Press, 1992).

興梠一郎訳『日中関係この百年――世界史的展望』（岩波書店、1995年）
- The Globalizing of America, 1913-1945, (Cambridge University Press, 1993).
- Japan and the Wider World: from the Mid-nineteenth Century to the Present, (Longman, 1997).
- Cultural Internationalism and World Order, (Johns Hopkins University Press, 1997).

篠原初枝訳『権力政治を超えて――文化国際主義と世界秩序』（岩波書店、1998年）
- Pearl Harbor and the Coming of the Pacific War: A Brief History with Documents and Essays（Bedford/St. Martin's, 1999）
- 『平和のグローバル化へ向けて』（日本放送出版協会［NHKライブラリー］、2001年）
- Global Cmmunity: the Role of International Organizations in the Making of the Contemporary World, (University of California Press, 2002).

篠原初枝訳『グローバル・コミュニティ――国際機関・NGOがつくる世界』（早稲田大学出版部、2006年）
- 『歴史を学ぶということ』（講談社［講談社現代新書］、2005年）
- 『歴史家が見る現代世界』（講談社現代新書、2014年）

### 編著
- U. S. Policy toward China: Testimony Taken from the Senate Foreign Relations Committee Hearings, 1966, (Little, Brown, 1968).
- The Chinese and the Japanese: Essays in Political and Cultural Interactions, (Princeton University Press, 1980).
- Rethinking International Relations: Ernest R. May and the Study of World Affairs, (Imprint Publications, 1998).

### 共編著
- The Origins of the Cold War in Asia, co-edited with Yonosuke Nagai, (Columbia University Press, 1977).
- Encounter at Shimoda: Search for a New Pacific Partnership, co-edited with Herbert Passin, (Westview Press, 1979).
- （有賀貞）『戦間期の日本外交』（東京大学出版会、1984年）
- The United States and Japan in the Postwar World, co-edited with Warren I. Cohen, (University Press of Kentucky, 1989).
- Foreign Employees in Nineteenth-century Japan, co-edited wiht Edward R. Beauchamp, (Westview Press, 1990).
- The Great Powers in East Asia, 1953-1960, co-edited with Warren I. Cohen, (Columbia University Press, 1990).
- American, Chinese, and Japanese Perspectives on Wartime Asia, 1931-1949, co-edited with Warren I. Cohen, (SR Books, 1990).
- （細谷千博・本間長世・波多野澄雄）『太平洋戦争』（東京大学出版会、1993年）
- （細谷千博・後藤乾一・波多野澄雄）『太平洋戦争の終結――アジア・太平洋の戦後形成』（柏書房, 1997年）
- Partnership: the United States and Japan, 1951-2001, co-edited with Robert A. Wampler, (Kodansha International, 2001).

『日米戦後関係史――1951-2001［日本語版］』（講談社インターナショナル, 2001年）
- （細谷千博・大芝亮）『記憶としてのパールハーバー』（ミネルヴァ書房、2004年）
- The Global History Reader, co-edited with Bruce Mazlish, (Routledge, 2005).

## 出演

### テレビ
- 視点・論点　（NHK教育）
- NHK人間講座 2000年10－12月

### ラジオ
- カルチャーラジオ　（NHKラジオ第2放送 2011年4月10日）